# 1912年ストックホルムオリンピックのデンマーク選手団

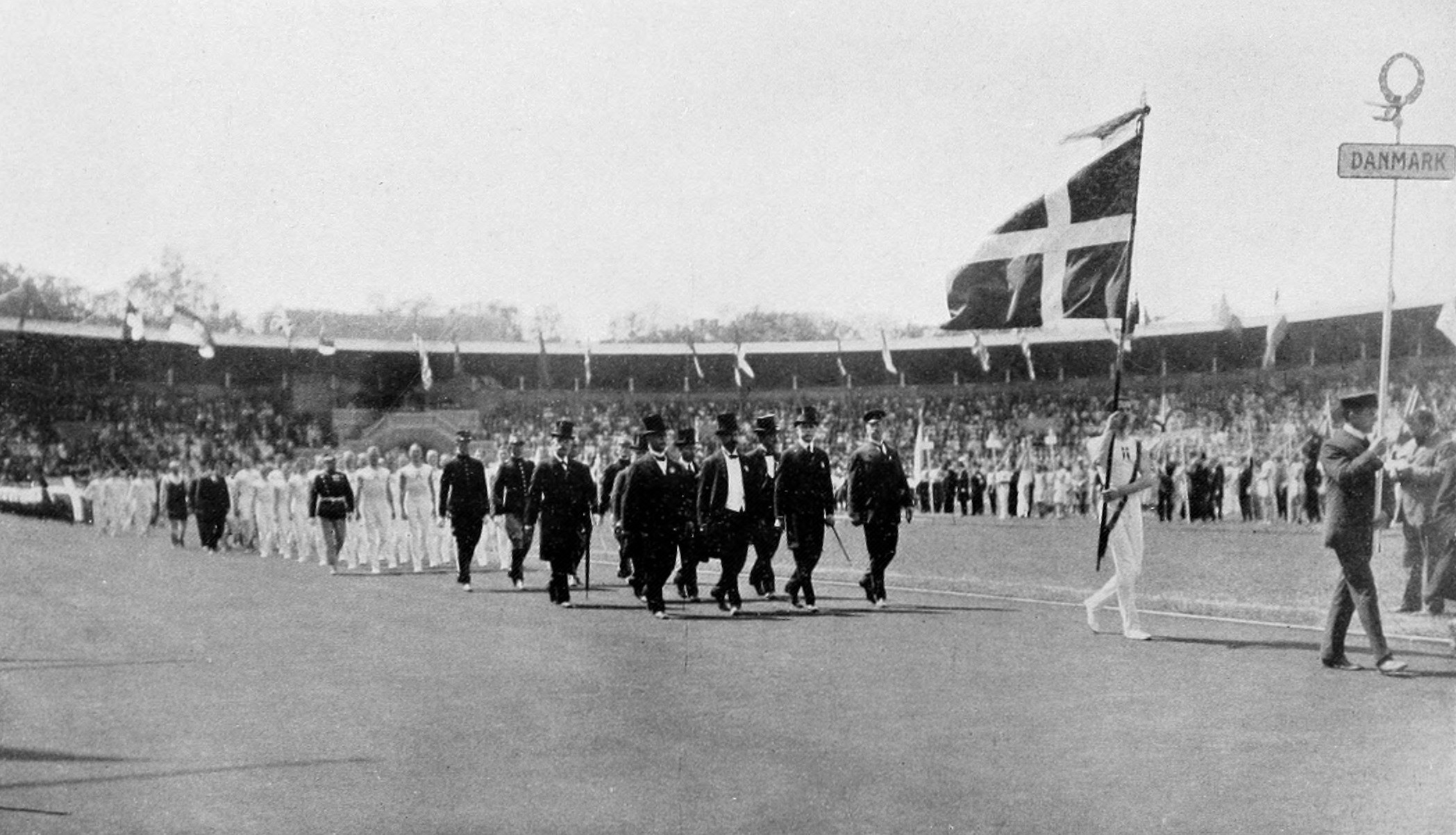
1912年ストックホルムオリンピック開会式に入場するデンマーク選手団

1912年ストックホルムオリンピックのデンマーク選手団（1912ねんストックホルムオリンピックのデンマークせんしゅだん）は、1912年5月5日から7月27日にかけてスウェーデンの首都ストックホルムで開催された1912年ストックホルムオリンピックのデンマーク選手団、およびその競技結果。

## 概要
今大会は金メダル1個、銀メダル6個、銅メダル5個の合計12個のメダルを獲得した。

## メダル
| メダル | 選手名                     | 競技   | 種目               |
| ------ | -------------------------- | ------ | ------------------ |
| 銀     | ソフィー・カステンショルド | テニス | 女子シングルス室内 |